# Acrolepia
Acrolepia là một chi bướm đêm trong họ Acrolepiidae. 

## Các loài
Chi này có các loài sau được phân loại:
- Acrolepia adjectella Heyden 1863
- Acrolepia afghanistanella Gaedike 1968
- Acrolepia aiea Swezey 1933
- Acrolepia albicomella Moriuti 1972
- Acrolepia albimaculella Weber 1945
- Acrolepia aleuritis Meyrick 1913
- Acrolepia amseli Geadike 1975
- Acrolepia argolitha Meyrick 1932
- Acrolepia arnicella Heyden 1863
- Acrolepia artemisiella Moriuti 1972
- Acrolepia asiatica Gaedike 1971
- Acrolepia assectella Lỗi Lua trong Mô_đun:Taxon_authority tại dòng 34: bad argument #1 to 'find' (string expected, got nil).
- Acrolepia aureella Blanchard 1852
- Acrolepia aureonigrella Walsingham 1907
- Acrolepia autumnitella Lỗi Lua trong Mô_đun:Taxon_authority tại dòng 34: bad argument #1 to 'find' (string expected, got nil).
- Acrolepia beardsleyi Zimmerman 1978
- Acrolepia betuletella Stainton 1858
- Acrolepia brevipennella Moriuti 1972
- Acrolepia bythodes Meyrick 1919
- Acrolepia canachopis Meyrick 1913
- Acrolepia cariosella Treitschke 1835
- Acrolepia caucasica Zagulajev 1980
- Acrolepia cestrella Busck 1934
- Acrolepia chalarodesma Meyrick 1927
- Acrolepia chalcolampra Meyrick 1931
- Acrolepia chariphanes Meyrick 1931
- Acrolepia chirapanthui Moriuti 1984
- Acrolepia christophi Toll 1958
- Acrolepia clavivalvatella Moriuti 1972
- Acrolepia conchitis Meyrick 1913
- Acrolepia corticosa Meyrick 1913
- Acrolepia cydoniella Rebel 1916
- Acrolepia delta Moriuti 1961
- Acrolepia deltoides Gaedike 1971
- Acrolepia dioscoreae Moriuti 1961
- Acrolepia dioscoreivora Gibeaux, 1989
- Acrolepia dorsimaculella Chambers 1873
- Acrolepia eglanteriella Mann 1855
- Acrolepia elaphrodes Meyrick 1919
- Acrolepia exsuccella Erschoff 1874
- Acrolepia falkneri Amsel 1974
- Acrolepia fulviceps Wocke 1850
- Acrolepia fumociliella Mann 1855
- Acrolepia gelida Meyrick 1921
- Acrolepia glaseri Gaedike 1971
- Acrolepia granitella Treitschke 1833
- Acrolepia halosema Meyrick 1931
- Acrolepia halosticta Meyrick 1914
- Acrolepia heleniella Lỗi Lua trong Mô_đun:Taxon_authority tại dòng 34: bad argument #1 to 'find' (string expected, got nil).
- Acrolepia hemiglypha Diakonoff 1976
- Acrolepia heringi Klimesch 1956
- Acrolepia hoenei Gaedike 1971
- Acrolepia honorata Meyrick 1921
- Acrolepia incertella Chambers 1872
- Acrolepia issikiella Moriuti 1961
- Acrolepia japonica Gaedike 1982
- Acrolepia jaspidata Meyrick 1919
- Acrolepia karolyii Szöcs 1969
- Acrolepia kasyi Gaedike 1968
- Acrolepia laucoscia Meyrick 1927
- Acrolepia lefebvriella Lỗi Lua trong Mô_đun:Taxon_authority tại dòng 34: bad argument #1 to 'find' (string expected, got nil).
- Acrolepia longipennella Moriuti 1972
- Acrolepia macedonica Klimesch 1956
- Acrolepia maculella Blanchard 1852
- Acrolepia manganeutis Meyrick 1913
- Acrolepia marcidella Lỗi Lua trong Mô_đun:Taxon_authority tại dòng 34: bad argument #1 to 'find' (string expected, got nil).
- Acrolepia marmaropis Meyrick 1919
- Acrolepia mixotypa Meyrick 1931
- Acrolepia moriuti Gaedike 1982
- Acrolepia nephelota Bradley 1965
- Acrolepia niphosperma Meyrick 1931
- Acrolepia nitrodes Meyrick 1910
- Acrolepia nodulata Meyrick 1921
- Acrolepia nothocestri Busck 1914
- Acrolepia obscurella Rocci 1931
- Acrolepia occidentella Klimesch 1956
- Acrolepia orchidophaga Inoue et al. 1982
- Acrolepia orientella Klimesch 1956
- Acrolepia oxyglypta Meyrick 1929
- Acrolepia pappella Walsingham 1907
- Acrolepia paradoxa Inoue et al. 1982
- Acrolepia parvisignata Weber 1945
- Acrolepia perlepidella Stainton 1849
- Acrolepia persimilis Moriuti 1974
- Acrolepia peyerhimoffella Sand 1879
- Acrolepia poliopis Meyrick 1919
- Acrolepia postmacula Matsumura 1932
- Acrolepia prasinaula Meyrick 1927
- Acrolepia pulicariae Klimesch 1956
- Acrolepia pygmaeana Haworth 1811
- Acrolepia rejecta Meyrick 1922
- Acrolepia reticulella Hübner 1796
- Acrolepia reticulosa Braun 1927
- Acrolepia ruficeps Herrich-Schäffer 1855
- Acrolepia rungsella Lucas 1943
- Acrolepia sapporensis Matsumura 1931
- Acrolepia seraphica Meyrick 1931
- Acrolepia sibirica Toll 1958
- Acrolepia similella Müller-Rutz 1920
- Acrolepia sinense Gaedike 1971
- Acrolepia smilaxella Milliére 1864
- Acrolepia solidaginis Staudinger 1859
- Acrolepia submontana Osthelder 1951
- Acrolepia suzukiella Matsumura 1932
- Acrolepia syrphacopis Meyrick 1919
- Acrolepia tamias Hering 1927
- Acrolepia tauricella Staudinger 1870
- Acrolepia tharsalea Walsingham 1914
- Acrolepia trapezopa Meyrick 1914
- Acrolepia ussurica Zagulajev 1981
- Acrolepia valeriella Snellen 1878
- Acrolepia variella Müller-Rutz 1920
- Acrolepia vesperella Lỗi Lua trong Mô_đun:Taxon_authority tại dòng 34: bad argument #1 to 'find' (string expected, got nil).
- Acrolepia vigeliella Lỗi Lua trong Mô_đun:Taxon_authority tại dòng 34: bad argument #1 to 'find' (string expected, got nil).
- Acrolepia volgensis Toll 1958
- Acrolepia wolfschlaegeri Klimesch 1956
- Acrolepia xiphias Meyrick 1931
- Acrolepia xylophragma (Meyrick, 1926)